# Гринфельд, Надежда Евгеньевна
Надежда Евгеньевна Гринфельд (урождённая Кенигшац; 18 декабря 1887, Кишинёв — 28 января 1918, Бендеры) — бессарабский политик, одна из двух женщин-депутатов «Сфатул Цэрий» (1917—1918).

## Биография
Родилась 18 декабря 1887 года в семье присяжного поверенного Евгения Семёновича (Самойловича) Кенигшаца (1861, Бельцы — 1939, Кишинёв) и Ольги Вильгельмовны (Васильевны) Бернштейн (из потомственных врачебных династий; дед — Самуил Исаакович Кенигшац — был городским врачом Бельц; другой дед — Вильгельм Викентьевич Бернштейн — был врачом в Кишинёве и коллежским советником). Её бабушка — Мария Григорьевна Кенигшац (урождённая Коган) — была литератором и сотрудницей газеты «Недельная хроника „Восхода“» (1882—1883); печаталась также в «Рассвете».
В 1903 году стала членом кишинёвского отделения Бунда, позже — членом РСДРП. В 1905 году под эгидой местного отделения Бунда возглавила отряд самообороны в Одессе, приобрела известность как оратор. 8 января 1905 года была арестована в Одессе на сходке социал-демократической организации. Была активна в меньшевистских организациях в Одессе, Киеве (в 1907 году входила в состав киевского комитета РСДРП) и Санкт-Петербурге (впоследствии в Петрограде и Кронштадте), в 1906 году — в Кишинёве. 28 июня 1908 года была сослана в Архангельскую губернию на три года, но ей был разрешён выезд за границу по болезни.
Как член «Сфатул Цэрий» занимала политическую позицию, противоположную Елене Алистар (второй женщине-депутату этого органа). Ратовала за независимость Бессарабии от Румынского королевства в переходный период с последующим присоединением к России. 2 декабря 1917 года «Сфатул Цэрий» провозгласил создание Молдавской Народной Республики. После аннексии Бессарабии Румынией, в январе 1918 года при попытке перехода через Днестр Надежда Гринфельд была расстреляна румынскими жандармами (тогда же были расстреляны 6 других членов «Сфатул Цэрий» — Василий Рудьев, Фёдор Котарос, Дмитрий Прахницкий, Иван Панцырь, Пётр Чумаченко и Николай Ковсан).
Надежда Гринфельд (как и её отец) является одним из основных персонажей пьесы и романа Семёна Резника «Кровавая карусель» (под именем Фрида Кенигшац, курсистка, 25 лет).

## Семья
Её отец, Е. С. Кенигшац, в 1917—1918 годах был гласным кишинёвской городской Думы, членом «Сфатул Цэрий» и помощником комиссара Временного правительства в городе. Мать, О. В. Кенигшац, была управляющей дневным детским приютом.
- Муж — присяжный поверенный Пётр (Пинхус) Исаакович Гринфельд (кличка Андрей, 1877 — после 1939[33]), купеческий первой гильдии сын, внук казённого раввина Кишинёва Иосифа Гершковича Блюменфельда[34], выпускник юридического факультета Юрьевского университета, социал-демократ, в 1900—1907 годах участвовал в деятельности Бунда в Кишинёве, Одессе, Киеве, в 1904 году был делегирован на Бернскую конференцию Бунда, 7 января 1905 года был арестован на нелегальном собрании в Одессе и привлечён к дознанию, в 1917 году был выдвинут кандидатом в депутаты Учредительного Собрания по спискам РСДРП(о)[35].
  - Сын — Лев Петрович Гринфельд (1908—?), в 1934 году отказался от румынского подданства так как уже был гражданином Германии.